# Казарінова Юлія Романівна
Ю́лія Рома́нівна Каза́рінова (нар. 2 січня 1992, Миколаїв) — українська бадмінтоністка, чемпіонка України 2017 року, майстер спорту України міжнародного класу.

## Життєпис
Вихованка миколаївської школи бадмінтону. Першим її тренером був С. М. Косенчук.
Закінчила Національний університет кораблебудування імені адмірала Макарова у м. Миколаєві.
Брала участь в Чемпіонаті світу з бадмінтону 2013 року в китайському Гуанчжоу.
На юніорському чемпіонаті Європи 2011 року в Вантаа (Фінляндія) здобула бронзу в командному заліку.
Працює тренером з бадмінтону.

## Досягнення

### Чемпіонат України
Чемпіони України в жіночій парній категорії
- 2017 — Казарінова Юлія — Прус Олена (Миколаїв, Харків)

### BWF International Challenge/Series
Жінки. Парний розряд
| Рік  | Турнір                | Партнер           | Суперник                               | Рахунок                | Результат  |
| ---- | --------------------- | ----------------- | -------------------------------------- | ---------------------- | ---------- |
| 2018 | Belarus International | Євгенія Паксютова | Ольга Архангельська Єлизавета Тарасова | 11–21, 13–21           | Фіналістка |
| 2014 | Харків Інтернешнл     | Марія Рудь        | Наталія Войцех Єлизавета Жарка         | 8–11, 7–11, 11–6, 7–11 | Фіналістка |
| 2012 | Slovak Open           | Єлизавета Жарка   | Дар'я Самарчанц Анастасія Дмитришин    | 21–15, 20–22, 21–11    | Переможець |

Змішаний парний розряд
| Рік  | Турнір                | Партнер          | Суперник                            | Рахунок                 | Результат  |
| ---- | --------------------- | ---------------- | ----------------------------------- | ----------------------- | ---------- |
| 2018 | Belarus International | Іван Дружченко   | Роберт Цибульскі Вікторія Дабжинска | 21–15, 18–21, 20–22     | Фіналістка |
| 2014 | Hatzor International  | Геннадій Натаров | Флоран Ріанчо Кейт Фу Куне          | 11–6, 11–7, 8–11, 11–10 | Переможець |
| 2014 | Polish International  | Геннадій Натаров | Роберт Матусяк Агнешка Войтковска   | 9–11, 7–11, 4–11        | Фіналістка |

     турнір BWF International Challenge
     турнір BWF International Series
     турнір BWF Future Series